# Eerste divisie (vrouwenhandbal) 1999/00
De Eerste divisie is de op een na hoogste afdeling van het Nederlandse handbal bij de vrouwen op landelijk niveau. In het seizoen 1999/2000 werd NEA en Ventura kampioen. In een Best of Two wedstrijd mocht alleen NEA promoveerden naar de eredivisie. Ventura moest een onderling duel tegen VZV spelen voor eventuele promotie dit mislukte voor de Scheidammers. Dit seizoen hoefde geen team te degraderen naar de tweede divisie, in verband met de uitbreiding van beide eerste divisie.

## Eerste divisie A
- NEA werd eerste in deze competitie en speelde de promotie-/degradatiewedstrijden.

## Eerste divisie B

### Teams
| Club         | Plaats      | Provincie     |
| ------------ | ----------- | ------------- |
| Cuypers/BFC  | Beek        | Limburg       |
| Blerick      | Blerick     | Limburg       |
| DES '72      | Papendrecht | Zuid-Holland  |
| Foreholte    | Voorhout    | Zuid-Holland  |
| Iason        | Valkenburg  | Limburg       |
| Swift Arnhem | Arnhem      | Gelderland    |
| PSV          | Eindhoven   | Noord-Brabant |
| UDSV         | Zuilen      | Utrecht       |
| Ventura      | Schiedam    | Zuid-Holland  |
| Verburch     | Poeldijk    | Zuid-Holland  |

### Stand
| Pos | Club         | Wed | W  | G | V  | Ptn | DV  | DT  | +/−  | Opmerking                              |
| --- | ------------ | --- | -- | - | -- | --- | --- | --- | ---- | -------------------------------------- |
| 1   | Ventura      | 18  | 14 | 1 | 3  | 29  | 359 | 289 | 70   | Speelt promotie-/degradatiewedstrijden |
| 2   | Cuypers/BFC  | 18  | 12 | 2 | 4  | 26  | 326 | 271 | 55   |                                        |
| 3   | UDSV         | 18  | 12 | 1 | 5  | 25  | 343 | 298 | 45   |                                        |
| 4   | Iason        | 18  | 10 | 3 | 5  | 23  | 332 | 288 | 44   |                                        |
| 5   | Blerick      | 18  | 10 | 1 | 7  | 21  | 279 | 295 | -16  |                                        |
| 6   | PSV          | 18  | 7  | 1 | 10 | 15  | 335 | 323 | 12   |                                        |
| 7   | Swift Arnhem | 18  | 6  | 2 | 10 | 14  | 337 | 366 | -29  |                                        |
| 8   | DES '72      | 18  | 6  | 0 | 12 | 12  | 311 | 331 | -20  |                                        |
| 9   | Foreholte    | 18  | 4  | 1 | 13 | 9   | 320 | 378 | -58  | Degradatie naar Tweede divisie         |
| 10  | Verburch     | 18  | 3  | 0 | 15 | 6   | 311 | 414 | -103 | Degradatie naar Tweede divisie         |

## Promotie-/degradatiewedstrijden

### Wedstrijden tussen kampioenen eerste divisies
Eerste wedstrijd
|  | NEA | 20 - 11 | Ventura |  |
|  |     |         |         |  |
|  |     |         |         |  |

Tweede wedstrijd; NEA heeft gewonnen en promoveert naar de eredivisie.
|  | Ventura | 13 - 15 | NEA |  |
|  |         |         |     |  |
|  |         |         |     |  |

### Wedstrijden tussen verliezer directe promotie en een na laatste degradatiepoule
Eerste wedstrijd
|  | Ventura | 14 - 25 | VZV |  |
|  |         |         |     |  |
|  |         |         |     |  |

Tweede wedstrijd; VZV heeft gewonnen en handhaaf zich voor de eredivisie.
|  | VZV | 23 - 16 | Ventura |  |
|  |     |         |         |  |
|  |     |         |         |  |